# Put a Little Love in Your Heart

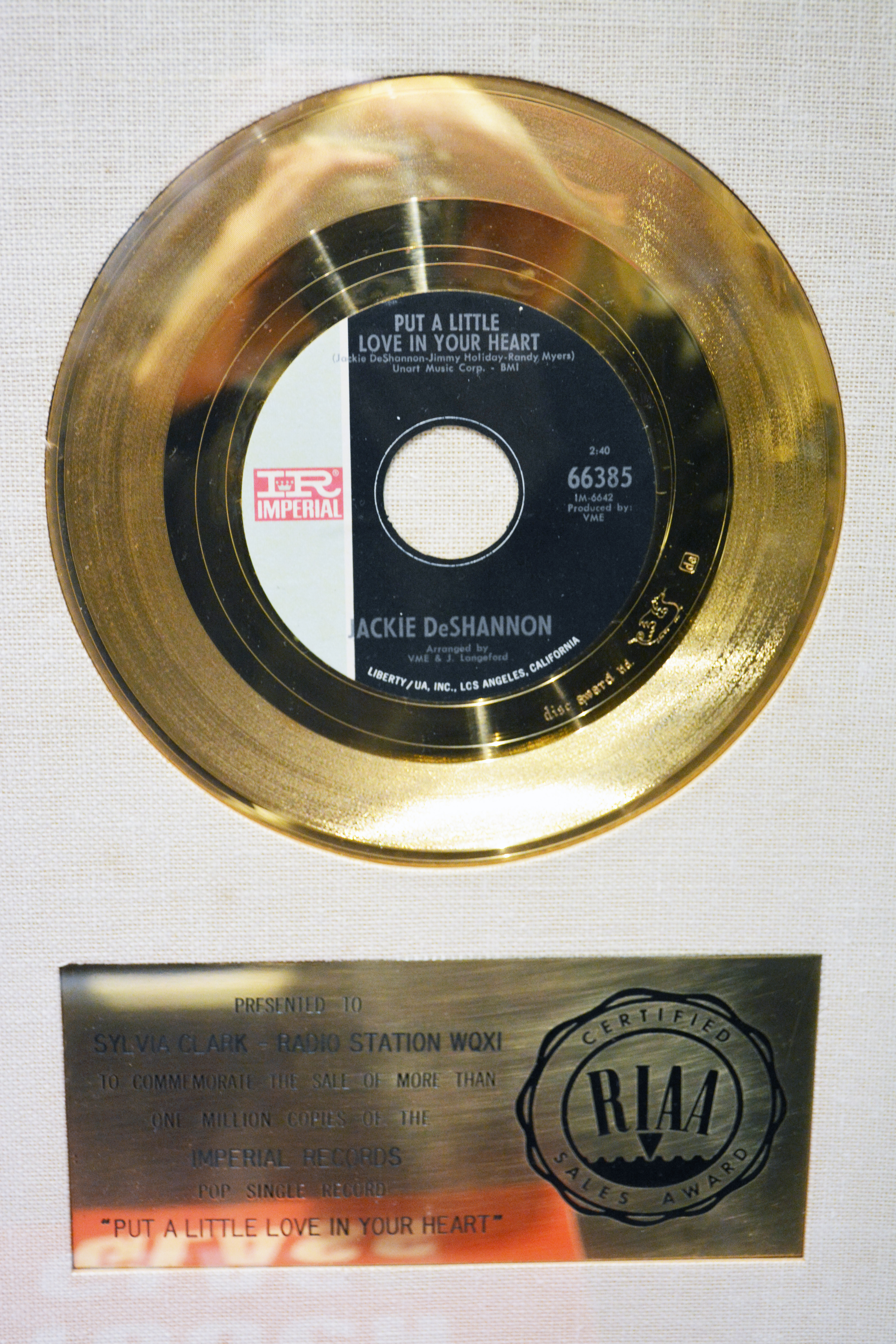
Gouden plaat VS van DeShannon

Put a Little Love in Your Heart is een lied geschreven door Jackie DeShannon, haar broer Randy Myers en Jimmy Holiday. Jackie DeShannon was ook de eerste die het op plaat uitbracht, maar al rap verschenen er covers. Alleen al uit 1969 zijn er twaalf opnamen bekend van de meest uitlopende artiesten. Opvallende namen daarbij zijn Leonard Nimoy, Duane Eddy en David Ruffin. Ook in de daaropvolgende jaren ging het in een snel tempo door met opnamen van bijvoorbeeld Martha Reeves & the Vandellas (1970), The Isley Brothers (1972), Gladys Knight & the Pips (1975), Circle Jerks (1981, punkversie!), Dolly Parton (1993), Dionne Warwick (2003), Lulu (2005) en Billy Ray Cyrus (2007). In 2015 verscheen er een versie van KC and the Sunshine Band. De meeste auteursrechten kwamen waarschijnlijk echter van de versie van Annie Lennox en Al Green, die het in 1988 uitbrachten.
Katja Ebstein zong een Duitse versie met de titel Gib ein bißchen mehr.

## Jackie De Shannon
Put a Little Love in Your Heart zou de grootste hit van Jackie DeShannon worden in de Verenigde Staten. In 1969 stond het veertien weken in de Billboard Hot 100 met als hoogste notering plaats 4. De andere singles kwamen niet eens aan een top-10 notering toe, behalve What the World Needs Now Is Love (dertien weken/plaats zeven). De single verkocht ook goed in Canada en Zuid-Afrika. In dat laatste land haalde het zelfs een nummer 1-notering. Nederland en België hadden minder interesse is dat plaatje.

## Annie Lennox en Al Green
Annie Lennox en Al Green brachten het nummer in 1988 uit als onderdeel van de soundtrack behorende bij de film Scrooged van Bill Murray. Opnieuw beklom het de Amerikaanse hitparade, maar deze versie had ook succes in Europa.

### Hitnoteringen
In de Britse UK Singles Chart hielden Lennox en Green het elf weken uit, met als hoogste notering plaats 28.

#### Nederlandse Top 40
De single werd Alarmschijf in de Nederlandse Top 40.
| Positie: | 32 | 19 | 14 | 13 | 14 | 22 | 31 | 40 | uit |

#### NederlandseMega Top 50
| Positie: | 90 | 38 | 17 | 14 | 10 | 10 | 9 | 13 | 24 | 46 | 61 | 88 | uit |

#### BelgischeBRT Top 30
| Positie: | 20 | 19 | 26 | 25 | 24 | 11 | - | 28 | uit |

#### VlaamseUltratop 50
| Positie: | 31 | 20 | 20 | 18 | 15 | 14 | 13 | 20 | 30 | 40 | uit |

#### NPO Radio 2 Top 2000
Put a little love in your heart stond alleen in 1999 in de NPO Radio 2 Top 2000, op plek 1721.